# Takhatgarh
Takhatgarh är en ort i Indien.   Den ligger i distriktet Pāli och delstaten Rajasthan, i den nordvästra delen av landet, 600 km sydväst om huvudstaden New Delhi. Takhatgarh ligger 224 meter över havet och antalet invånare är 17 285.
Terrängen runt Takhatgarh är platt. Runt Takhatgarh är det ganska tätbefolkat, med 172 invånare per kvadratkilometer. Takhatgarh är det största samhället i trakten. Trakten runt Takhatgarh består till största delen av jordbruksmark.